# حمار الزرد السهلي
حمار الزرد السهلي أو حمار الزرد الهوطنتي (الاسم العلمي: Equus quagga) هو أكثر أنواع حمر الزرد انتشاراً حيث تمتد رقعة انتشاره من جنوب إثيوبيا مروراً بشرق أفريقيا وكذلك بوتسوانا إلى القسم الشرقي من جنوب أفريقيا. كذلك ينتشر هذا النوع في المحميات الطبيعية لكون المناطق السهلية هي موطنه الطبيعي، لذا سمي بهذا الاسم. بدأت مناطق تواجد هذا النوع تتعرض للتهديد من قبل البشر بسبب الصيد الجائر وقيام المزارعين بالتعدي على مساحات كبيرة من هذه المناطق لتربية ماشيتهم.